# Felosa-agrícola

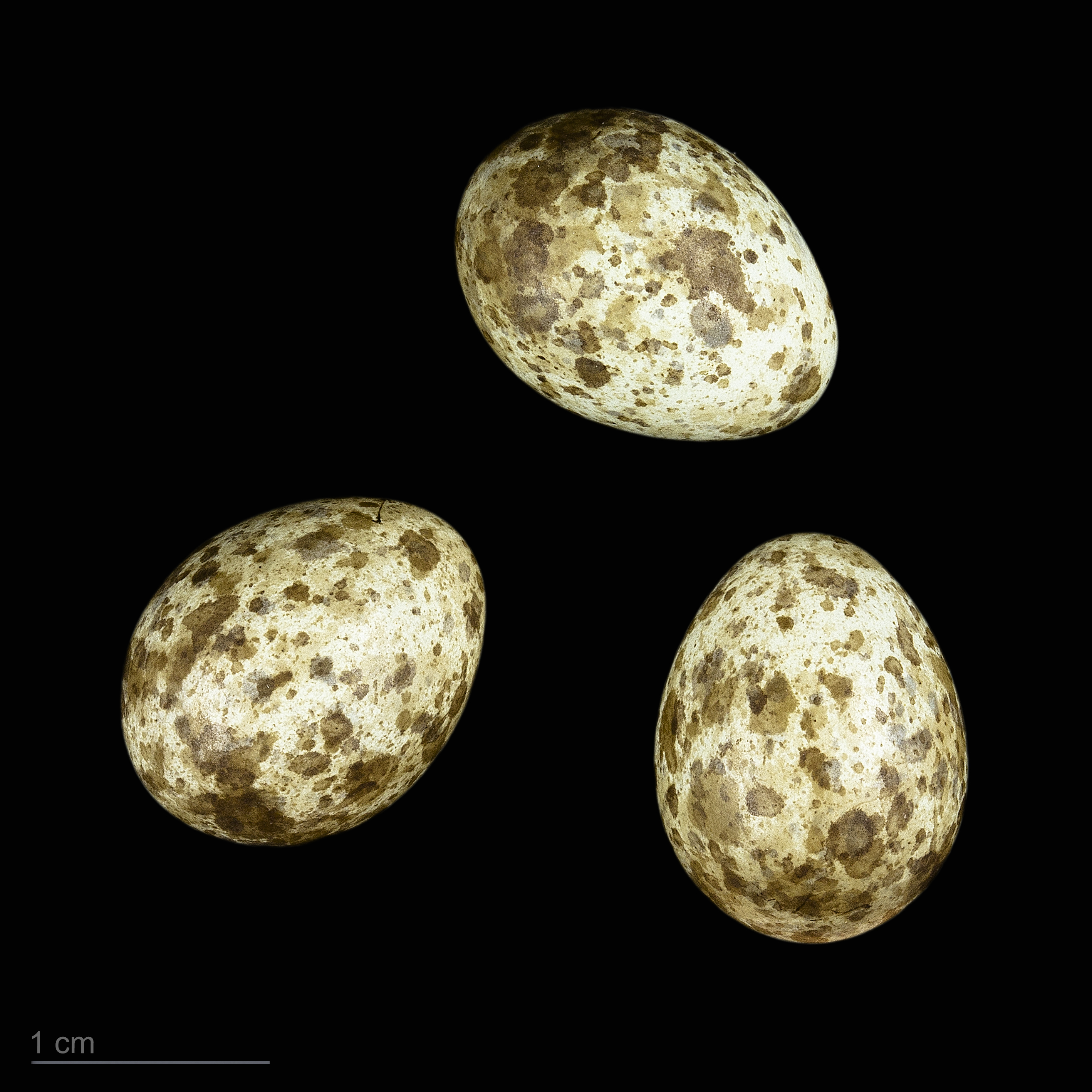
Acrocephalus agricola - MHNT

A felosa-agrícola (Acrocephalus agricola) é uma ave da família Acrocephalidae. Assemelha-se ao rouxinol-pequeno-dos-caniços, sendo contudo um pouco mais pequena que esta espécie. Distingue-se sobretudo pela extremidade escura do bico e pelas terciárias mais contrastadas.
Como nidificante, esta felosa distribui-se pela Ásia, desde o Cáucaso até à China. Em Portugal é uma espécie de ocorrência muito rara.